# Schloss Gerstungen

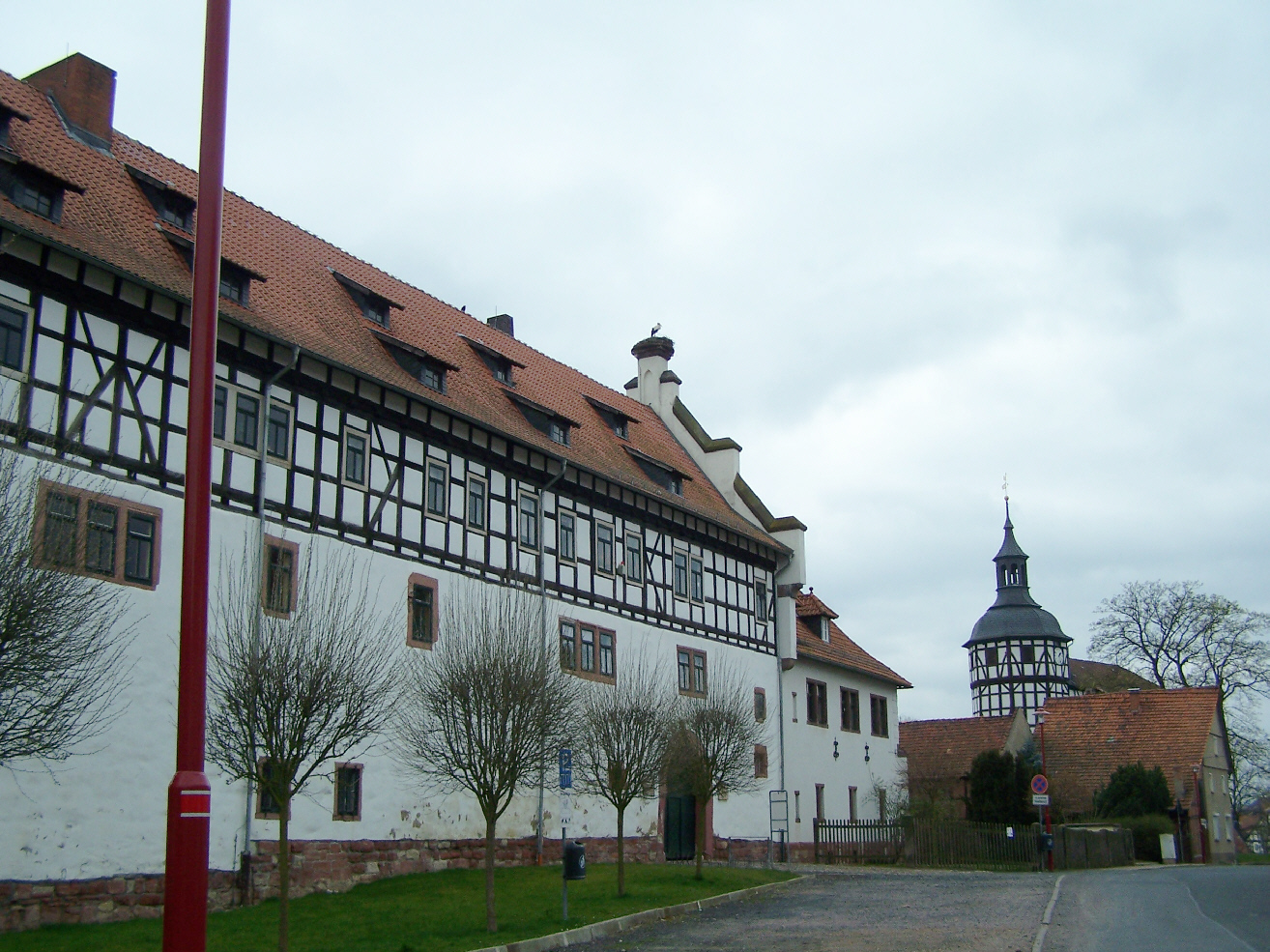
Das Schloss

Das Schloss Gerstungen wurde im 17./18. Jahrhundert  auf den Grundmauern  der dort befindlichen Wasserburg errichtet. Es steht im Ort Gerstungen im Wartburgkreis, Thüringen, Deutschland.
Das Obergeschoss ist ein Fachwerkbau und stammt wahrscheinlich aus dem Jahre 1796.

## Geschichte
König Heinrich IV. war während des Sachsenkrieges mehrmals in Gerstungen. 1074 fanden hier die Verhandlungen zwischen dem aufständischen sächsischen und thüringischen Adel und dem König statt. Schließlich wurde der Frieden von Gerstungen geschlossen. 1174 wurden die Herren von Gerstungen erstmals erwähnt. Mitte des 14. Jahrhunderts wurde vom Bistum Fulda das Amt Gerstungen geschaffen, welches ab 1402 pfandweise, letztlich jedoch dauerhaft an die Landgrafen von Thüringen und in deren Folge das Herzogtum Sachsen-Eisenach ging.
Die ehemalige Burg war dreiseitig von Wassergräben geschützt. Mit ihr sicherte man zu dieser Zeit den Werraübergang, eine „Kurzer Hesse“ genannte Furt.
Als 1741 Gerstungen an Herzog Ernst August I. von Sachsen-Weimar-Eisenach kam, standen nur noch Vorwerksgebäude der Burg. Die Wasserburg war verfallen. Der neue Landesherr erwarb noch den Knobelsdorf'schen Garten und vereinigte ihn mit dem Vorwerk zum Kammergut. Der Marstall wurde vergrößert und der Schlossbau geplant. Die Grundmauern der mittelalterlichen Wasserburg dienten dem Aufbau des Schlosses im 17. und 18. Jahrhundert, das später Sitz des Amtes Gerstungen war.

## Das Schloss heute
Heute ist im Schloss das Werratalmuseum Gerstungen untergebracht. Es zeigt die Geschichte der Gegend bis in die heutige Zeit.